# پنج بربر
پنج بربر (انگلیسی: Five Barbarians) (五胡)، تاریخ چینی درون‌نام و برون‌نام برای پنج قوم باستانی غیرمردم هان یا برای مردم هو است که در دودمان هان به شمال چین مهاجرت کردند و سپس دودمان جین (۴۲۰–۲۶۵) را سرنگون کردند و در قرن پنجم شانزده پادشاهی را تأسیس کردند. مردمی که به عنوان پنج بربر طبقه‌بندی می‌شوند عبارتند از:
- شیونگ‌نو
- مردم جی
- ژیان‌بی
- کیانگ (مردم تاریخی)
- دی (پنج بربر)